# Moonshine Jungle Tour
De Moonshine Jungle Tour was de tweede concerttournee van de Amerikaanse singer-songwriter Bruno Mars. De tour promootte zijn tweede studioalbum, Unorthodox Jukebox (2012). Mars en zijn team kozen Ellie Goulding en Fitz and the Tantrums als voorprogramma voor de eerste Noord-Amerikaanse etappe, terwijl videoclipregisseur Cameron Duddy werd getekend als creatief directeur voor de tournee in Noord-Amerika. In Europa en Oceanië werden respectievelijk Mayer Hawthorne en Miguel geselecteerd om de shows te openen. 
In 2014 kondigde Bruno Mars een Aziatisch tourlijst en een tweede reeks shows aan in Noord-Amerika, met Pharrell Williams en Aloe Blacc als support act. Vanwege planningsconflicten werd Williams echter vervangen door Nico & Vinz .  De setlist van de show bestond uit nummers van Doo-Wops & Hooligans en Unorthodox Jukebox en enkele covers; de nummers werden uitgevoerd door de zanger zelf, ondersteund door een achtkoppige band. De show eindigde met Mars die "Locked Out of Heaven" en "Gorilla" uitvoert als bisnummers. 

## Achtergrond
De Moonshine Jungle Tour werd officieel aangekondigd op 10 februari 2013, na de prestaties van Mars op de 55e jaarlijkse Grammy Awards, door William Morris Endeavour (WME). In plaats van alles samen aan te kondigen en later in dezelfde week met verkopen te beginnen, besloot WME de shows op een onconventionele manier te onthullen. Daarom werden de steden twee dagen na de Grammy-voorstelling onthuld. Enkele dagen later werden de datums en locaties aangekondigd. Uiteindelijk werden de tickets tweeënhalve week na de bekendmaking van de steden beschikbaar gesteld. Via het officiële YouTube-kanaal en de website van Mars zijn een promotietrailer en beelden achter de schermen vrijgegeven om de tour verder te promoten.

## Commercieel
Zodra de tour was aangekondigd en om te verzekeren dat tickets niet te duur waren, werden vijf steden gebruikt als 'test'. Het resultaat was veelbelovend als een minimum van 7.000 verkochte tickets per stad. Dergelijke resultaten kunnen te wijten zijn aan het "enorme succes" van "Locked Out of Heaven" en de Grammy-uitvoering. Ondanks het feit dat deze twee factoren de verkoop konden doen stijgen, was in het geval van Mars "alles erg consistent". Uiteindelijk waren de meeste data uitverkocht in Noord-Amerika. Deze hoge vraag leidde tot een aankondiging van meer datums in verschillende steden, ondanks het feit dat ze 44 data hadden gekozen om te beginnen, wat volgens Marx "ambitieus" was, omdat tours die boven 24 datums gaan, kunnen leiden tot een daling van de verkoop. Er waren drie belangrijke factoren bij het plannen van datums: onderzoek van de markt, optimisme over wat ze dachten dat ze konden verkopen, en hoe ze de arena's openden.  

## Setlist
Deze setlist is representatief voor de shows uit 2013. Niet alle shows hebben dezelfde nummers.
1. Moonshine
2. Natalie
3. Treasure
4. Money / Billionaire
5. Show Me
6. Candy Rain
7. Our First Time / Pony
8. Marry You
9. If I Knew
10. Runaway Baby
11. Young Girls
12. When I Was Your Man
13. Grenade
14. Just the Way You Are
15. Locked Out of Heaven
16. Gorilla

2014
1. Moonshine
2. Natalie
3. Treasure
4. Money (That's What I Want) / Billionaire
5. Bam Bam / Show Me / Our First Time / Pony / Ignition (Remix)
6. Marry You
7. If I Knew / Nothin' on You
8. Runaway Baby
9. When I Was Your Man
10. Grenade
11. Just the Way You Are

Encore
1. Locked Out of Heaven
2. Gorilla

## Shows
|                       |                  |                     |                                    |                       |                 |            |
| Datum                 | Stad             | Land                | Arena                              | Opening act           | Opkomst         | Opbrengst  |
| Leg 1 — Noord-Amerika |                  |                     |                                    |                       |                 |            |
| 22 juni 2013          | Washington, D.C. | Verenigde Staten    | Verizon Center                     | Fitz and the Tantrums | 15,404 / 15,404 | $1,015,034 |
| 24 juni 2013          | Philadelphia     | Verenigde Staten    | Wells Fargo Center                 | Fitz and the Tantrums | 14,675 / 14,675 | $1,116,984 |
| 26 juni 2013          | Boston           | Verenigde Staten    | TD Garden                          | Fitz and the Tantrums | 14,267 / 14,267 | $1,030,157 |
| 27 juni 2013          | Uncasville       | Verenigde Staten    | Mohegan Sun Arena                  |                       | 5,390 / 5,390   | $434,410   |
| 29 juni 2013          | Brooklyn         | Verenigde Staten    | Barclays Center                    | Fitz and the Tantrums | 15,204 / 15,204 | $1,252,521 |
| 1 juli 2013           | Newark           | Verenigde Staten    | Prudential Center                  | Ellie Goulding        | 14,320 / 14,320 | $1,247,263 |
| 2 juli 2013           | Pittsburgh       | Verenigde Staten    | Consol Energy Center               | Ellie Goulding        | 12,582 / 12,582 | $758,991   |
| 3 juli 2013           | Toronto          | Canada              | Molson Canadian Amphitheatre       | Ellie Goulding        | 31,709 / 31,709 | $2,134,130 |
| 5 juli 2013           | Montréal         | Canada              | Bell Centre                        | Ellie Goulding        | 17,244 / 17,244 | $1,086,275 |
| 6 juli 2013           | Toronto          | Canada              | Molson Canadian Amphitheatre       | Ellie Goulding        |                 |            |
| 8 juli 2013           | Québec           | Canada              | Plains of Abraham                  |                       |                 |            |
| 10 juli 2013          | Columbus         | Verenigde Staten    | Value City Arena                   | Ellie Goulding        | 13,497 / 13,497 | $915,670   |
| 11 juli 2013          | Auburn Hills     | Verenigde Staten    | The Palace of Auburn Hills         | Ellie Goulding        | 14,921 / 14,921 | $962,368   |
| 13 juli 2013          | Chicago          | Verenigde Staten    | United Center                      | Ellie Goulding        | 16,278 / 16,278 | $1,326,517 |
| 14 juli 2013          | St. Paul         | Verenigde Staten    | Xcel Energy Center                 | Ellie Goulding        | 15,451 / 15,451 | $881,513   |
| 18 juli 2013          | Edmonton         | Canada              | Rexall Place                       | Ellie Goulding        | 14,240 / 14,240 | $903,412   |
| 20 juli 2013          | Vancouver        | Canada              | Rogers Arena                       | Ellie Goulding        | 15,533 / 15,533 | $1,106,306 |
| 21 juli 2013          | Seattle          | Verenigde Staten    | KeyArena                           | Ellie Goulding        | 13,234 / 13,234 | $923,591   |
| 22 juli 2013          | Portland         | Verenigde Staten    | Rose Garden Arena                  | Ellie Goulding        | 12,639 / 12,639 | $819,834   |
| 24 juli 2013          | Sacramento       | Verenigde Staten    | Sleep Train Arena                  | Ellie Goulding        | 13,720 / 13,720 | $1,004,743 |
| 25 juli 2013          | San Jose         | Verenigde Staten    | SAP Center                         | Ellie Goulding        | 14,163 / 14,163 | $1,252,328 |
| 27 juli 2013          | Los Angeles      | Verenigde Staten    | Staples Center                     | Ellie Goulding        | 30,360 / 30,360 | $2,734,649 |
| 28 juli 2013          | Los Angeles      | Verenigde Staten    | Staples Center                     | Ellie Goulding        | 30,360 / 30,360 | $2,734,649 |
| 30 juli 2013          | San Diego        | Verenigde Staten    | Valley View Casino Center          | Ellie Goulding        | 12,263 / 12,263 | $800,820   |
| 31 juli 2013          | Phoenix          | Verenigde Staten    | US Airways Center                  | Ellie Goulding        | 14,654 / 14,654 | $802,562   |
| 2 augustus 2013       | West Valley City | Verenigde Staten    | Maverik Center                     | Fitz and the Tantrums | 10,263 / 10,263 | $702,566   |
| 3 augustus 2013       | Las Vegas        | Verenigde Staten    | MGM Grand Garden Arena             | Fitz and the Tantrums | 13,850 / 13,850 | $1,559,042 |
| 5 augustus 2013       | Morrison         | Verenigde Staten    | Red Rocks Amphitheatre             | Ellie Goulding        | 18,836 / 18,836 | $1,164,434 |
| 6 augustus 2013       | Morrison         | Verenigde Staten    | Red Rocks Amphitheatre             | Ellie Goulding        | 18,836 / 18,836 | $1,164,434 |
| 8 augustus 2013       | St. Louis        | Verenigde Staten    | Entreprise Center Scottrade Center | Ellie Goulding        | 13,947 / 13,947 | $950,707   |
| 9 augustus 2013       | Kansas City      | Verenigde Staten    | Sprint Center                      | Ellie Goulding        | 14,492 / 14,492 | $1,069,533 |
| 10 augustus 2013      | Oklahoma City    | Verenigde Staten    | Chesapeake Energy Arena            | Ellie Goulding        | 13,179 / 13,179 | $784,452   |
| 12 augustus 2013      | Dallas           | Verenigde Staten    | American Airlines Center           | Ellie Goulding        | 15,489 / 15,489 | $1,016,202 |
| 14 augustus 2013      | Austin           | Verenigde Staten    | Frank Erwin Center                 | Ellie Goulding        | 13,432 / 13,700 | $781,396   |
| 15 augustus 2013      | Houston          | Verenigde Staten    | Toyota Center                      | Ellie Goulding        | 13,425 / 13,425 | $964,969   |
| 17 augustus 2013      | Nashville        | Verenigde Staten    | Bridgestone Arena                  | Fitz and the Tantrums | 14,828 / 14,828 | $824,838   |
| 18 augustus 2013      | Louisville       | Verenigde Staten    | KFC Yum! Center                    | Fitz and the Tantrums | 14,282 / 14,282 | $951,382   |
| 19 augustus 2013      | Indianapolis     | Verenigde Staten    | Bankers Life Fieldhouse            | Fitz and the Tantrums | 9,300 / 9,300   | $618,118   |
| 21 augustus 2013      | Charlotte        | Verenigde Staten    | Time Warner Cable Arena            | Fitz and the Tantrums | 11,612 / 11,612 | $671,936   |
| 22 augustus 2013      | Atlanta          | Verenigde Staten    | Philips Arena                      | Fitz and the Tantrums | 13,080 / 13,080 | $906,482   |
| 27 augustus 2013      | Orlando          | Verenigde Staten    | Amway Center                       | Fitz and the Tantrums | 13,634 / 13,828 | $842,960   |
| 28 augustus 2013      | Tampa            | Verenigde Staten    | Tampa Bay Times Forum              | Fitz and the Tantrums | 12,292 / 12,292 | $797,952   |
| 30 augustus 2013      | Miami            | Verenigde Staten    | American Airlines Arena            | Fitz and the Tantrums | 16,136 / 16,136 | $1,201,516 |
| 1 september 2013      | San Juan         | Puerto Rico         | José Miguel Agrelot Coliseum       |                       | 15,669 / 15,669 | $1,033,100 |
| Leg 2 — Europa        |                  |                     |                                    |                       |                 |            |
| 2 oktober 2013        | Belfast          | Verenigd Koninkrijk | Odyssey Arena                      | Mayer Hawthorne       | —               | —          |
| 3 oktober 2013        | Dublin           | Ierland             | The O2                             | Mayer Hawthorne       | —               | —          |
| 5 oktober 2013        | Manchester       | Verenigd Koninkrijk | Phones 4u Arena                    | Mayer Hawthorne       | 17,414 / 17,670 | $1,079,580 |
| 6 oktober 2013        | Glasgow          | Verenigd Koninkrijk | SSE Hydro                          | Mayer Hawthorne       |                 |            |
| 8 oktober 2013        | Londen           | Verenigd Koninkrijk | The O2 Arena                       | Mayer Hawthorne       | 34,777 / 35,242 | $2,206,080 |
| 9 oktober 2013        | Londen           | Verenigd Koninkrijk | The O2 Arena                       | Mayer Hawthorne       | 34,777 / 35,242 | $2,206,080 |
| 11 oktober 2013       | Birmingham       | Verenigd Koninkrijk | National Indoor Arena              | Mayer Hawthorne       | —               | —          |
| 12 oktober 2013       | Sheffield        | Verenigd Koninkrijk | Motorpoint Arena Sheffield         | Mayer Hawthorne       | —               | —          |
| October 14, 2013      | Parijs           | Frankrijk           | Palais Omnisports de Paris-Bercy   | Mayer Hawthorne       | —               | —          |
| 15 oktober 2013       | Amsterdam        | Nederland           | Ziggo Dome                         | Mayer Hawthorne       | —               | —          |
| 17 oktober 2013       | Antwerpen        | België              | Sportpaleis                        | Mayer Hawthorne       | —               | —          |
| 18 oktober 2013       | Esch-sur-Alzette | Luxemburg           | Rockhal                            | Mayer Hawthorne       | —               | —          |
| 20 oktober 2013       | Mannheim         | Duitsland           | SAP Arena                          | Mayer Hawthorne       | —               | —          |
| 22 oktober 2013       | Stuttgart        | Duitsland           | Hanns-Martin-Schleyer-Halle        | Mayer Hawthorne       | —               | —          |
| 23 oktober 2013       | Zürich           | Zwitserland         | Hallenstadion                      | Mayer Hawthorne       | 13,490 / 13,490 | $1,119,810 |
| 24 oktober 2013       | Wenen            | Oostenrijk          | Wiener Stadthalle                  | Mayer Hawthorne       | —               | —          |
| 26 oktober 2013       | Milaan           | Italië              | Mediolanum Forum                   | Mayer Hawthorne       | —               | —          |
| 28 oktober 2013       | Berlijn          | Duitsland           | O2 World Berlin                    | Mayer Hawthorne       | 14,146 / 14,146 | $839,274   |
| 29 oktober 2013       | Hamburg          | Duitsland           | O2 World Hamburg                   | Mayer Hawthorne       | 13,091 / 13,542 | $741,753   |
| 31 oktober 2013       | Kopenhagen       | Denemarken          | Forum Copenhagen                   | Mayer Hawthorne       | —               | —          |
| 2 november 2013       | Oslo             | Noorwegen           | Oslo Spektrum                      | Mayer Hawthorne       | —               | —          |
| 3 november 2013       | Stockholm        | Zweden              | Ericsson Globe                     | Mayer Hawthorne       | —               | —          |
| 6 november 2013       | Praag            | Tsjechië            | O2 Arena                           | Mayer Hawthorne       | —               | —          |
| 7 november 2013       | Boedapest        | Hongarije           | Papp László Sportaréna             | Mayer Hawthorne       | —               | —          |
| 11 november 2013      | Düsseldorf       | Duitsland           | ISS Dome                           | Mayer Hawthorne       | —               | —          |
| 12 november 2013      | München          | Duitsland           | Olympiahalle                       | Mayer Hawthorne       | —               | —          |
| 14 november 2013      | Badalona         | Spanje              | Palau Municipal d'Esports          | Mayer Hawthorne       | —               | —          |
| 15 november 2013      | Madrid           | Spanje              | Palacio Vistalegre                 | Mayer Hawthorne       | —               | —          |
| 16 november 2013      | Lissabon         | Portugal            | MEO Arena                          | Mayer Hawthorne       | —               | —          |
| 18 november 2013      | Marseille        | Frankrijk           | Le Dôme de Marseille               | Mayer Hawthorne       | —               | —          |
| 19 november 2013      | Toulouse         | Frankrijk           | Zénith                             | Mayer Hawthorne       | —               | —          |
| 21 november 2013      | Londen           | Verenigd Koninkrijk | O2 Arena                           | Mayer Hawthorne       | 17,390 / 17,741 | $1,107,940 |
| 22 november 2013      | Nottingham       | Verenigd Koninkrijk | Capital FM Arena                   | Mayer Hawthorne       |                 |            |
| 24 november 2013      | Liverpool        | Verenigd Koninkrijk | Echo Arena Liverpool               | Mayer Hawthorne       |                 |            |
| 25 november 2013      | Newcastle        | Verenigd Koninkrijk | Metro Radio Arena                  | Mayer Hawthorne       |                 |            |
| Leg 3 — Noord-Amerika |                  |                     |                                    |                       |                 |            |
| 29 december 2013      | Las Vegas        | Verenigde Staten    | The Chelsea at The Cosmopolitan    | DJ Supra              | 5,800 / 5,800   | $1,062,850 |
| 31 december 2013      | Las Vegas        | Verenigde Staten    | The Chelsea at The Cosmopolitan    | DJ Supra              | 5,800 / 5,800   | $1,062,850 |
| 15 februari 2014      | Las Vegas        | Verenigde Staten    | The Chelsea at The Cosmopolitan    | Havana Brown          | 6,000 / 6,000   | $659,025   |
| 16 februari 2014      | Las Vegas        | Verenigde Staten    | The Chelsea at The Cosmopolitan    | Havana Brown          | 6,000 / 6,000   | $659,025   |
| Leg 4 — Oceanië       |                  |                     |                                    |                       |                 |            |
| 28 februari 2014      | Perth            | Australië           | Perth Arena                        | Miguel                | 14,594 / 14,594 | $1,675,690 |
| 2 maart 2014          | Adelaide         | Australië           | Adelaide Entertainment Centre      | Miguel                | —               | —          |
| 4 maart 2014          | Melbourne        | Australië           | Rod Laver Arena                    | Miguel                | 26,573 / 26,573 | $2,998,750 |
| 5 maart 2014          | Melbourne        | Australië           | Rod Laver Arena                    | Miguel                | 26,573 / 26,573 | $2,998,750 |
| 8 maart 2014          | Sydney           | Australië           | Sydney Entertainment Centre        | Miguel                | 10,503 / 10,679 | $1,234,960 |
| 10 maart 2014         | Sydney           | Australië           | Allphones Arena                    | Miguel                | 32,136 / 32,136 | $3,714,430 |
| 11 maart 2014         | Sydney           | Australië           | Allphones Arena                    | Miguel                | 32,136 / 32,136 | $3,714,430 |
| 13 maart 2014         | Brisbane         | Australië           | Brisbane Entertainment Centre      | Miguel                | 11,746 / 13,011 | $1,327,680 |
| 15 maart 2014         | Auckland         | Nieuw-Zeeland       | Vector Arena                       | Miguel                | —               | —          |
| 16 maart 2014         | Auckland         | Nieuw-Zeeland       | Vector Arena                       | Miguel                | —               | —          |
| Leg 5 — Azië          |                  |                     |                                    |                       |                 |            |
| 20 maart 2014         | Bangkok          | Thailand            | Impact Arena                       |                       | —               | —          |
| 22 maart 2014         | Manila           | Filipijnen          | Mall of Asia Arena                 | Poreotics             | —               | —          |
| 24 maart 2014         | Jakarta          | Indonesië           | Mata Elang International Stadium   | —                     | —               | —          |
| 26 maart 2014         | Singapore        | Singapore           | Singapore Indoor Stadium           | —                     | —               | —          |
| 29 maart 2014         | Hong Kong        | Hong Kong           | AsiaWorld–Arena                    | —                     | —               | —          |
| 30 maart 2014         | Hong Kong        | Hong Kong           | AsiaWorld–Arena                    | —                     | —               | —          |
| 1 april 2014          | Taipei           | Taiwan              | Taipei World Trade Center          | —                     | —               | —          |
| 3 april 2014          | Shanghai         | China               | Mercedes-Benz Arena                | —                     | —               | —          |
| 5 april 2014          | Beijing          | China               | MasterCard Center                  | —                     | —               | —          |
| 8 april 2014          | Seoul            | Zuid-Korea          | Olympic Gymnastics Arena           | —                     | —               | —          |
| 10 april 2014         | Osaka            | Japan               | Osaka Municipal Central Gymnasium  | —                     | —               | —          |
| 12 april 2014         | Chiba            | Japan               | Makuhari Messe                     | —                     | —               | —          |
| 13 april 2014         | Chiba            | Japan               | Makuhari Messe                     | —                     | —               | —          |